# Hitler – A sátán felemelkedése
A Hitler – A sátán felemelkedése (eredeti címén Hitler: The Rise of Evil) 2003-ban bemutatott kétrészes kanadai–amerikai filmdráma Christian Duguay rendezésében és Robert Carlyle-lal a főszerepben. A film témája Adolf Hitler életének feldolgozása, különös hangsúlyt fektetve az első világháború utáni időszakra, Hitler politikai pályájának indulására és felemelkedésére, egészen a kancellári kinevezéséig. A film másik központi alakja Ernst Hanfstaengl.
2003 májusában egy időben került bemutatásra a kanadai CBC, az Egyesült Államokban pedig a CBS televíziós műsorszolgáltatón. A mű két Emmy-díjat kapott, Peter O’Toole-t pedig jelölték a Primetime Emmy-díj a legjobb férfi mellékszereplőnek (televíziós minisorozat vagy tévéfilm) kategóriában Paul von Hindenburg szerepében nyújtott alakításáért.
A film cselekménye nyomon követi Fritz Gerlich, a náci párt politikáját és felemelkedését ellenző német újságíró életét is, többször elmondva a film elején és végén is elhangzó, eredetileg Edmund Burke-nek tulajdonított idézetet is, miszerint
"Az egyetlen dolog, ami a gonosz győzelméhez szükséges, az, hogy a jó emberek nem tesznek semmit."

## Cselekmény
A film nyitójelenete Adolf Hitler gyermekkorának montázsát mutatja be, majd az 1899–1914-ig terjedő időszakra fókuszál, amikor a leendő Führer elhagyta Bécs városát és Münchenbe utazott. Az első világháborúban a német hadseregben való szolgálatára, és a Vaskereszt kiérdemlésére is kitér a cselekmény, egészen Hitler egy gáztámadás során bekövetkezett átmeneti megvakulásáig.
Hitler 1919-ben visszatér a forradalmi hangulatú Münchenbe, és a hadsereg kötelékében dolgozik tovább, hogy jelentést készítsen az újonnan alakult politikai pártokról a városban. Miután részt vett a Német Munkáspárt egyik ülésén, annak vezetője, Anton Drexler belépésre invitálja az ifjú tisztet, aki ettől kezdve politikai pályára lép. Miután találkozott Ernst Hanfstaengllel, a gazdag művészkiadóval, Hitler, hogy finomítsa képét létrehoz egy szimbólumot a párt számára, ez lesz a náci horogkereszt. Hanfstaengl Hitlert a város elitjével is kapcsolatba hozza, beleértve a háborús hős Hermann Göringet és a militáns Ernst Röhmöt. 1921-ben Hitler arra kényszeríti Drexlert, hogy lemondjon a párt vezetéséről és őt nevezze ki utódjának, majd a Német Munkáspártot Nemzetiszocialista Német Munkáspárttá formálja át.
1923-ban a bajor miniszter, Gustav von Kahr beszédírója, Fritz Gerlich újságíró egyre nagyobb aggodalommal figyeli Hitler és az NSDAP egyre növekvő népszerűségét. Von Kahr egyezséget ajánl Hitlernek, de arra utasítja, hogy ha részt akar venni az általa szervezett puccsban, illetve a kormányában, akkor mellőzze az agressziót, illetve a beszédeit. Mikor Hitler rájön, hogy von Kahr becsapta, fegyveres erőkkel arra kényszeríti, hogy a bajor miniszter és társai az ő törekvéseit támogassák. Röhm és a Sturmabteilung segítségével puccsot indít a kormány ellen, annak kudarcba fulladása után majdnem öngyilkosságot követ el, azonban Ernst Hanfstaengl felesége, Helene megakadályozza ebben.
A hatóságok letartóztatják Hitlert és hazaárulás vádjával bíróság elé állítják. Azonban a tárgyalóteremben mondott beszédével maga mellé állítja a teremben helyet foglalók nagy részét, beleértve a bírákat is. Végül Hitlert elítélik, börtönbüntetését a a landsbergi börtönben tölti, többek közt Rudolf Heß társaságában, akinek lediktálja a Mein Kampfot. 1925-ben Hitler a börtönben töltött hónapok után vidékre költözik, ahol vele él unokahúga, Geli is, akihez fűződő ellentmondásos viszonyát a film cselekménye is részletezi.
Szabadulása után Hitler újraformálja a Nemzetiszocialista Német Munkáspártot, maga mellé állítva annak vezető tagjait, így a fiatal agitátort, Joseph Goebbelst is. Az 1920-as évek végén a párt és Hitler politikai pályája is emelkedő ívet mutat, a nemzeti szocialisták egyre több helyet szereznek a Reichstagban. Ezt sokan nem nézik jó szemmel, Gerlich a fenyegetések és megfélemlítési kísérletek ellenére is folytatja a Hitler-ellenes újságcikkek írását.
1932-ben Hitler német állampolgárrá válik, figyelme már Paul von Hindenburgra és a kancellári hivatalra szegeződik. Bár Hindenburg megveti Hitlert, Franz von Papen egykori kancellár 1933-ban segíti a nácik vezérét tervei elérésében. 1933. február 27-én felgyújtják a Reishstagot, az állítólagos tettes pedig egy holland kommunista. Ezt kihasználva Hitler totális diktatúrába taszítja az országot, megfosztva azt a sajtószabadságtól és a polgári szabadságjogok gyakorlásától. Következésképpen Gerlich újsága leáll, és az SA letartóztatja, majd egy koncentrációs táborba hurcolja.
Németország rendőrállammá válik, Hitler megsemmisíti politikai ellenfeleit. A hosszú kések éjszakája során egykori bajtársát és szövetségesét, Röhmöt is megöleti, az SA pedig beolvad a német hadseregbe. Hindenburg 1934. augusztus 2-án meghal, Hitler pedig összevonja az elnöki és kancellári jogokat és immár Németország Führereként kezdi meg a Harmadik Birodalom felépítését.

## Szereposztás
| Szerep              | Színész            | Magyar hang        |
| ------------------- | ------------------ | ------------------ |
| Adolf Hitler        | Robert Carlyle     | Kerekes József     |
| Ernst Hanfstaengl   | Liev Schreiber     | Fekete Ernő        |
| Fritz Gerlich       | Matthew Modine     | Lux Ádám           |
| Paul von Hindenburg | Peter O’Toole      | Kristóf Tibor      |
| Helene Hanfstaengl  | Julianna Margulies | Németh Kriszta     |
| Geli Raubal         | Jena Malone        | Zsigmond Tamara    |
| Klara Hitler        | Stockard Channing  | Menszátor Magdolna |
| Ernst Röhm          | Peter Stormare     | Hajdu István       |
| Joseph Goebbels     | Justin Salinger    | Karácsonyi Zoltán  |
| Eva Braun           | Zoe Telford        |                    |

## Fogadtatás
A kétrészes televíziós filmet vegyes kritikával fogadták a kritikusok, de két Emmy-díjat is kapott, a Primetime Emmy-díj a legjobb férfi mellékszereplőnek (televíziós minisorozat vagy tévéfilm) kategóriában Peter O’Toole-t pedig Paul von Hindenburg szerepében nyújtott alakításáért jelölték a díjra.
A The New York Times azt írta: "A film készítői annyira keményen dolgoztak, hogy ízlésesek legyenek, hogy kioltották a filmből a feszültséget, a drámai és a szenvedélyes hangvételt." Ezzel szemben a cikk írója dicsérte Peter O’Toole, Julianna Margulies és Liev Schreiber színészi játékát.
David Wiegand a San Francisco Chronicle újságírója pozitívan értékelte a művet, Robert Carlyle játékát "ragyogónak" nevezve.
A filmet Fehéroroszországban betiltották.